# Historia kawalera des Grieux i Manon Lescaut

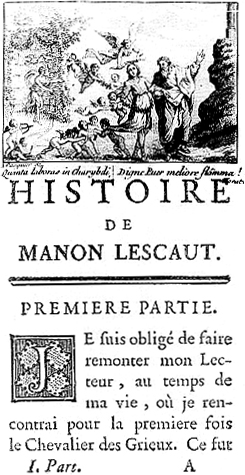
Karta tytułowa pierwszego wydania Historii... (Amsterdam 1731)

Historia kawalera des Grieux i Manon Lescaut, również Manon Lescaut lub Historia Manon Lescaut (oryg. fr. Histoire du chevalier Des Grieux et de Manon Lescaut) – powieść Antoine’a Prévosta wydana po raz pierwszy w 1731.

## Fabuła
Kawaler des Grieux, wzorowy uczeń kolegium w Amiens, zakochuje się w przypadkowo napotkanej, młodszej od siebie Manon Lescaut. Wspólnie uciekają do Paryża, gdzie przez kilka miesięcy prowadzą szczęśliwe życie. Zakochana w kawalerze dziewczyna nie jest jednak w stanie zrezygnować z luksusowego życia, na jakie nie pozwalają im posiadane fundusze. Manon zostaje wówczas kochanką generalnego poborcy podatków i zgadza się, by ten powiadomił ojca des Grieux o miejscu ich przebywania. Kawaler zostaje zmuszony do powrotu do domu. Jego ojciec kieruje go – razem z przyjacielem Tybercym – do seminarium duchownego; des Grieux przyjmuje święcenia kapłańskie i przez dwa lata zajmuje się jedynie teologią. Nieoczekiwane spotkanie z Manon skłania go jednak do porzucenia tego życia i ucieczki z kobietą do Chaillot. Ponownie kobieta żąda od niego zapewnienia jej wysokiego poziomu życia, co skłania des Grieux do wstąpienia – za radą Lescauta, brata kochanki, gwardzisty w Paryżu – do klubu karcianych oszustów. Tymczasem Lescaut nakłania siostrę, by znalazła sobie bogatego kochanka; przy próbie okradzenia go Manon i des Grieux zostają aresztowani. Z pomocą Lescauta des Grieux ucieka z więzienia i odbija ukochaną; z kłopotów finansowych ratuje ich Tybercy, jednak i tym razem Manon nie jest w stanie zrezygnować z wystawnego życia. Kolejna próba okradzenia oczarowanego nią mężczyzny kończy się aresztowaniem obojga. Ojciec des Grieux uzyskuje jednak jego uwolnienie, podczas gdy kobieta zostaje skazana na deportację. Młodzieniec podąża za nią do Ameryki, gdzie w Manon zakochuje się siostrzeniec gubernatora Luizjany. Des Grieux pojedynkuje się z nim, wygrywa, a przekonany o śmierci rywala, ucieka razem z Manon na pustynię. Kobieta umiera tam z wyczerpania. Odratowany des Grieux wraca zrozpaczony do Francji.

## Interpretacje
G. Lanson i P. Tuffrau uważają Historię... za dzieło poświęcone w pierwszej kolejności problemowi namiętności, która nie daje szczęścia człowiekowi, a wręcz niszczy jego życie. Autorzy ci twierdzą, że Antoine Prévost stworzył nowy typ bohatera – uczciwego, pragnącego żyć w sposób zgodny z moralnością chrześcijańską mężczyzny, który pod wpływem miłości do lekkomyślnej i pustej kobiety sprzeniewierza się własnym zasadom, a mimo walki wewnętrznej nie jest w stanie do nich powrócić. Podkreślają również, że Historia... była pierwszą w literaturze francuskiej powieścią całkowicie poświęconą jedynie problemowi namiętności samej w sobie – zarówno tło społeczne, jak i psychologia postaci zostały w niej jedynie naszkicowane. Kawaler des Grieux zostaje zestawiony z tytułowym bohaterem powieści René, Lanson i Tuffrau twierdzą jednak, że w odróżnieniu od bohatera F.-R. Chateaubrianda jego historia miłości została opowiedziana w sposób maksymalnie bezpretensjonalny i uderzający autentyzmem uczuć.

## Adaptacje
Na podstawie powieści powstały opery Jules’a Masseneta Manon oraz Giacoma Pucciniego Manon Lescaut a także film Manon.